# Аженсия Бразил
«Аженсия Бразил», или ABR («Agência Brasil») — бразильское агентство новостей и изображений со штаб-квартирой в Бразилиа с двумя региональными офисами в Сан-Паулу и Рио-де-Жанейро.
Уже под руководством диктатора Жетулиу Варгаса 1 марта 1937 года было образовано Национальное агентство (Agência Nacional). Оно существовало до 1979 года, когда было преобразовано в государственную компанию «Empresa Brasileira de Notícias» (EBN) во время правления Жуана Фигейреду, бывшего руководителя национальной разведывательной службы (Serviço Nacional de Informações). Действующее агентство было создано в качестве замены EBN при президенте Фернанду Колор ди Мелу и управляется компанией «Empresa Brasil de Comunicação» (EBC).
С 2003 года агентство находится в процессе редакционной трансформации. Ранее репортажи о событиях федерального правительства была ограничены. Были допущены множественные ошибки и ложные сообщения или цензура.
Сегодня ABR, с её новостями, изображениями и инфографиками, написанными журналистами, предоставляет различные региональные газеты и интернет-порталы в Бразилии, а также крупные медиакомпании, такие как O Estado de S. Paulo, O Globo, Folha de S. Paulo или Universo Online (UOL).
Агентство является членом Ассоциации новостных агентств на португальском языке (Agências de Informação de Língua Portuguesa, ALP).